# Kiscsősz, Veszprém
Kiscsősz  este un sat în districtul Devecser, județul Veszprém, Ungaria, având o populație de 112 locuitori (2011). 

## Demografie
Componența etnică a satului Kiscsősz
     Maghiari (100%)
Componența confesională a satului Kiscsősz
     Romano-catolici (70,54%)
     Reformați (2,68%)
     Luterani (2,68%)
     Necunoscută (24,11%)
     Alte religii (2,68%)
Conform recensământului din 2011, satul Kiscsősz avea 112 locuitori. Din punct de vedere etnic, majoritatea locuitorilor (100,0%) erau maghiari.  Din punct de vedere confesional, majoritatea locuitorilor (70,54%) erau romano-catolici, existând și minorități de luterani (2,68%) și reformați (2,68%). Pentru 24,11% din locuitori nu este cunoscută apartenența confesională.